# Barn
Pour les articles homonymes, voir Barn (homonymie).
Le barn, de symbole b, est une unité d'aire employée spécialement en physique nucléaire et en physique des particules pour exprimer les sections efficaces.
Cette unité se situe en dehors du Système international.
Sa valeur est de
10−28 m2, soit 10−24 cm2 ou 100 fm2.
Cette unité est du même ordre de grandeur que la section géométrique du noyau d'un atome, le rayon du proton étant de 0,841 84 × 10−15 m.
Cependant, les valeurs des sections efficaces diffèrent notablement de leurs valeurs géométriques et varient également de façon importante en fonction de la nature, de l'énergie du flux de particules et des interactions qu'elles subissent en traversant le matériau considéré.
Par exemple, la section efficace totale d'interaction d'un noyau d'atome d'hydrogène avec un flux de neutrons dont l'énergie est d'1 eV est de 20 b (2 000 × 10−30 m²), alors que la section géométrique d'un proton est environ trois cents fois plus petite : ~0,07 b (7,06 × 10−30 m2).
À titre de comparaison, la section géométrique d'un atome d'hydrogène est d'environ 6,25 Mb (6,25 × 10−22 m2), trois cent mille fois plus grande.

## Origine
L'étymologie est un peu loufoque : les physiciens américains l'ont adoptée lors des recherches sur la bombe atomique pendant la Seconde Guerre mondiale. Le nom de cette nouvelle unité serait issue d'une blague « as big as a barn » (aussi grande qu'une grange) car les sections efficaces de l'uranium 238 étaient très importantes dans le domaine épithermique (forêt de résonance) comparées aux sections efficaces typiques des réactions nucléaires.
Initialement les physiciens américains utilisaient ce terme argot de barns dans le but de masquer le sujet de leurs recherches. Cependant après la Seconde Guerre mondiale, le barn est devenu une unité standard de la physique des particules,.

## Conversion vers le Système international d'unités
| Unité     | Symbole | m2    | cm2   |
| --------- | ------- | ----- | ----- |
| barn      | b       | 10−28 | 10−24 |
| millibarn | mb      | 10−31 | 10−27 |
| microbarn | μb      | 10−34 | 10−30 |
| nanobarn  | nb      | 10−37 | 10−33 |
| picobarn  | pb      | 10−40 | 10−36 |
| femtobarn | fb      | 10−43 | 10−39 |

## Luminosité
La luminosité d'un accélérateur de particules s'exprime en b-1s-1 et est un indicateur de sa performance. Par extension, le barn inverse est devenu l'unité de la quantité de données produite par ces accélérateurs de particules.
Par exemple, pour l'année 2011, le LHC a produit 5 femtobarns inverses de données.